# Morges Bandits 2022
Questa voce raccoglie le informazioni riguardanti i Morges Bandits nelle competizioni ufficiali della stagione 2022.

## Lega C 2022

### Stagione regolare
| Morges 27 marzo 2022, ore 14:00 1ª giornata | Morges Bandits | 28 – 20 referto | Glarus Orks | Parc des Sports\| Arbitro: \| Ducommun \| |
| Arbitro:                                    | Ducommun       |                 |             |                                           |

| Morges 17 aprile 2022, ore 14:00 4ª giornata | Morges Bandits | 45 – 6 referto | Niederbipp Ducks | Parc des Sports\| Arbitro: \| Deter \| |
| Arbitro:                                     | Deter          |                |                  |                                        |

| Morges 1º maggio 2022, ore 14:00 6ª giornata | Morges Bandits | 21 – 35 referto | Langenthal Invaders | Parc des Sports\| Arbitro: \| Schwarz \| |
| Arbitro:                                     | Schwarz        |                 |                     |                                          |

| Neuchâtel 15 maggio 2022, ore 14:00 8ª giornata | Neuchâtel Knights | 40 – 23 referto | Morges Bandits | Terrain du Chanet\| Arbitro: \| B. Meier \| |
| Arbitro:                                        | B. Meier          |                 |                |                                             |

| Lugano 22 maggio 2022, ore 14:00 9ª giornata | Lugano Rebels | 22 – 25 referto | Morges Bandits | Stadio comunale di Cornaredo (campo sintetico)\| Arbitro: \| Zwicker \| |
| Arbitro:                                     | Zwicker       |                 |                |                                                                         |

| Morges 29 maggio 2022, ore 14:00 10ª giornata | Morges Bandits | 53 – 6 referto | Zofingen Cheetahs | Parc des Sports\| Arbitro: \| Schwarz \| |
| Arbitro:                                      | Schwarz        |                |                   |                                          |

| Morges 5 giugno 2022, ore 14:00 11ª giornata | Morges Bandits | 0 – 13 referto | Emmen Dragons | Parc des Sports\| Arbitro: \| Ducommun \| |
| Arbitro:                                     | Ducommun       |                |               |                                           |

| Chavannes-près-Renens 12 giugno 2022, ore 14:00 12ª giornata | Lausanne LUCAF Owls | 0 – 50 (a tavolino) referto | Morges Bandits | Centre Sportif |

| Witikon 26 giugno 2022, ore 14:30 14ª giornata | Zurich State Spartans | 20 – 0 referto | Morges Bandits | Sportplatz Looren\| Arbitro: \| Zwicker \| |
| Arbitro:                                       | Zwicker               |                |                |                                            |

| Neuhausen am Rheinfall 3 luglio 2022, ore 14:00 14ª giornata | Schaffhausen Sharks | 42 – 7 referto | Morges Bandits | Stadion Langriet\| Arbitro: \| Waser \| |
| Arbitro:                                                     | Waser               |                |                |                                         |

## Statistiche di squadra
| Competizione      | %Vittorie | In casa | In casa | In casa | In casa | In casa | In casa | In trasferta | In trasferta | In trasferta | In trasferta | In trasferta | In trasferta | Totale | Totale | Totale | Totale | Totale | Totale |
| Competizione      | %Vittorie | G       | V       | N       | P       | Pf      | Ps      | G            | V            | N            | P            | Pf           | Ps           | G      | V      | N      | P      | Pf     | Ps     |
| ----------------- | --------- | ------- | ------- | ------- | ------- | ------- | ------- | ------------ | ------------ | ------------ | ------------ | ------------ | ------------ | ------ | ------ | ------ | ------ | ------ | ------ |
| Stagione regolare | .500      | 5       | 3       | 0       | 2       | 147     | 80      | 5            | 2            | 0            | 3            | 105          | 124          | 10     | 5      | 0      | 5      | 252    | 204    |
| Totale            | .500      | 5       | 3       | 0       | 2       | 147     | 80      | 5            | 2            | 0            | 3            | 105          | 124          | 10     | 5      | 0      | 5      | 252    | 204    |